# Blendecques
Blendecques település Franciaországban, Pas-de-Calais megyében. Lakosainak száma 4891 fő (2022. január 1.). Blendecques Arques, Longuenesse, Wizernes, Campagne-lès-Wardrecques, Helfaut és Heuringhem községekkel határos.

## Népesség
A település népességének változása:
| Lakosok száma | 5167 | 5072 | 5156 | 5002 | 4974 | 4944 | 4926 | 4908 | 4891 |
|               | 2013 | 2015 | 2016 | 2017 | 2018 | 2019 | 2020 | 2021 | 2022 |